# Coppa del Mondo di sci alpino 2024
La Coppa del Mondo di sci alpino 2024 è stata la cinquantottesima edizione della manifestazione organizzata dalla Federazione internazionale sci e snowboard.
La stagione maschile è iniziata il 18 novembre 2023 a Gurgl, in Austria, e si è conclusa il 22 marzo 2024 a Saalbach-Hinterglemm, ancora in Austria; si sono disputate 35 delle 45 gare in programma (8 discese libere, 7 supergiganti, 10 slalom giganti, 10 slalom speciali), in 17 diverse località. Lo svizzero Marco Odermatt si è aggiudicato sia la Coppa del Mondo generale (della quale era detentore uscente), sia quelle di discesa libera, di supergigante e di slalom gigante; l'austriaco Manuel Feller ha vinto la Coppa del Mondo di slalom speciale.
La stagione femminile è iniziata il 28 ottobre 2023 a Sölden, in Austria, e si è conclusa il 23 marzo 2024 a Saalbach-Hinterglemm, ancora in Austria; si sono disputate 39 delle 45 gare in programma (8 discese libere, 9 supergiganti, 11 slalom giganti, 11 slalom speciali), in 19 diverse località. La svizzera Lara Gut-Behrami si è aggiudicata sia la Coppa del Mondo generale, sia quelle di supergigante e slalom gigante; l'austriaca Cornelia Hütter ha vinto la Coppa del Mondo di discesa libera e la statunitense Mikaela Shiffrin (detentrice uscente della Coppa generale), quella di slalom speciale. 
In seguito all'invasione russa dell'Ucraina del 2022, gli atleti russi e bielorussi sono stati esclusi dalle competizioni.

## Uomini

### Risultati
| Data             | Località               | Nazione          | Pista                  | Spec. | Primo              | Secondo                 | Terzo                        |
| ---------------- | ---------------------- | ---------------- | ---------------------- | ----- | ------------------ | ----------------------- | ---------------------------- |
| 12 novembre 2023 | Zermatt/Cervinia       | Svizzera/ Italia | Gran Becca             | DH    | annullata          | annullata               | annullata                    |
| 18 novembre 2023 | Gurgl                  | Austria          | Kirchenkar             | SL    | Manuel Feller      | Marco Schwarz           | Michael Matt                 |
| 2 dicembre 2023  | Beaver Creek           | Stati Uniti      | Birds of Prey          | DH    | annullata          | annullata               | annullata                    |
| 3 dicembre 2023  | Beaver Creek           | Stati Uniti      | Birds of Prey          | SG    | annullata          | annullata               | annullata                    |
| 9 dicembre 2023  | Val-d'Isère            | Francia          | La face de Bellevarde  | GS    | Marco Odermatt     | Marco Schwarz           | Joan Verdú                   |
| 10 dicembre 2022 | Val-d'Isère            | Francia          | La face de Bellevarde  | SL    | annullata          | annullata               | annullata                    |
| 14 dicembre 2023 | Val Gardena            | Italia           | Saslong                | DH    | Bryce Bennett      | Aleksander Aamodt Kilde | Marco Odermatt               |
| 15 dicembre 2023 | Val Gardena            | Italia           | Saslong                | SG    | Vincent Kriechmayr | Daniel Hemetsberger     | Marco Odermatt               |
| 16 dicembre 2023 | Val Gardena            | Italia           | Saslong                | DH    | Dominik Paris      | Aleksander Aamodt Kilde | Bryce Bennett                |
| 17 dicembre 2023 | Alta Badia             | Italia           | Gran Risa              | GS    | Marco Odermatt     | Filip Zubčić            | Žan Kranjec                  |
| 18 dicembre 2023 | Alta Badia             | Italia           | Gran Risa              | GS    | Marco Odermatt     | Marco Schwarz           | Žan Kranjec                  |
| 22 dicembre 2023 | Madonna di Campiglio   | Italia           | 3-Tre                  | SL    | Marco Schwarz      | Clément Noël            | Dave Ryding                  |
| 28 dicembre 2023 | Bormio                 | Italia           | Stelvio                | DH    | Cyprien Sarrazin   | Marco Odermatt          | Cameron Alexander            |
| 29 dicembre 2023 | Bormio                 | Italia           | Stelvio                | SG    | Marco Odermatt     | Raphael Haaser          | Aleksander Aamodt Kilde      |
| 6 gennaio 2024   | Adelboden              | Svizzera         | Chuenisbärgli          | GS    | Marco Odermatt     | Aleksander Aamodt Kilde | Filip Zubčić                 |
| 7 gennaio 2024   | Adelboden              | Svizzera         | Chuenisbärgli          | SL    | Manuel Feller      | Atle Lie McGrath        | Dominik Raschner             |
| 11 gennaio 2024  | Wengen                 | Svizzera         | Lauberhorn             | DH    | Marco Odermatt     | Cyprien Sarrazin        | Aleksander Aamodt Kilde      |
| 12 gennaio 2024  | Wengen                 | Svizzera         | Lauberhorn             | SG    | Cyprien Sarrazin   | Marco Odermatt          | Aleksander Aamodt Kilde      |
| 13 gennaio 2024  | Wengen                 | Svizzera         | Lauberhorn             | DH    | Marco Odermatt     | Cyprien Sarrazin        | Dominik Paris                |
| 14 gennaio 2024  | Wengen                 | Svizzera         | Männlichen/Jungfrau    | SL    | Manuel Feller      | Atle Lie McGrath        | Henrik Kristoffersen         |
| 19 gennaio 2024  | Kitzbühel              | Austria          | Streif                 | DH    | Cyprien Sarrazin   | Florian Schieder        | Marco Odermatt               |
| 20 gennaio 2024  | Kitzbühel              | Austria          | Streif                 | DH    | Cyprien Sarrazin   | Marco Odermatt          | Dominik Paris                |
| 21 gennaio 2024  | Kitzbühel              | Austria          | Ganslern               | SL    | Linus Straßer      | Kristoffer Jakobsen     | Daniel Yule                  |
| 23 gennaio 2024  | Schladming             | Austria          | Planai                 | GS    | Marco Odermatt     | Manuel Feller           | Žan Kranjec                  |
| 24 gennaio 2024  | Schladming             | Austria          | Planai                 | SL    | Linus Straßer      | Timon Haugan            | Clément Noël                 |
| 27 gennaio 2024  | Garmisch-Partenkirchen | Germania         | Kandahar               | SG    | Nils Allègre       | Guglielmo Bosca         | Loïc Meillard                |
| 28 gennaio 2024  | Garmisch-Partenkirchen | Germania         | Kandahar               | SG    | Marco Odermatt     | Raphael Haaser          | Franjo von Allmen            |
| 2 febbraio 2024  | Chamonix               | Francia          | La Verte des Houches   | DH    | annullata          | annullata               | annullata                    |
| 3 febbraio 2024  | Chamonix               | Francia          | La Verte des Houches   | DH    | annullata          | annullata               | annullata                    |
| 4 febbraio 2024  | Chamonix               | Francia          | La Verte des Houches   | SL    | Daniel Yule        | Loïc Meillard           | Clément Noël                 |
| 10 febbraio 2024 | Bansko                 | Bulgaria         | Bănderitsa             | GS    | Marco Odermatt     | Alexander Steen Olsen   | Manuel Feller                |
| 11 febbraio 2024 | Bansko                 | Bulgaria         | Bănderitsa             | SL    | annullata          | annullata               | annullata                    |
| 17 febbraio 2024 | Kvitfjell              | Norvegia         | Olympiabakken          | DH    | Niels Hintermann   | Vincent Kriechmayr      | Cameron Alexander            |
| 18 febbraio 2024 | Kvitfjell              | Norvegia         | Olympiabakken          | SG    | Vincent Kriechmayr | Jeffrey Read            | Marco Odermatt Dominik Paris |
| 24 febbraio 2024 | Palisades Tahoe        | Stati Uniti      | Red Dog                | GS    | Marco Odermatt     | Henrik Kristoffersen    | River Radamus                |
| 25 febbraio 2024 | Palisades Tahoe        | Stati Uniti      | Red Dog                | SL    | Manuel Feller      | Clément Noël            | Linus Straßer                |
| 1º marzo 2024    | Aspen                  | Stati Uniti      | Lower Ruthie's         | GS    | Marco Odermatt     | Loïc Meillard           | Atle Lie McGrath             |
| 2 marzo 2024     | Aspen                  | Stati Uniti      | Lower Ruthie's         | GS    | Marco Odermatt     | Loïc Meillard           | Timon Haugan                 |
| 3 marzo 2024     | Aspen                  | Stati Uniti      | Lower Ruthie's         | SL    | Loïc Meillard      | Linus Straßer           | Henrik Kristoffersen         |
| 9 marzo 2024     | Kranjska Gora          | Slovenia         | Podkoren               | GS    | annullata          | annullata               | annullata                    |
| 10 marzo 2024    | Kranjska Gora          | Slovenia         | Podkoren               | SL    | annullata          | annullata               | annullata                    |
| 16 marzo 2024    | Saalbach-Hinterglemm   | Austria          | Schneekristall-Zwölfer | GS    | Loïc Meillard      | Joan Verdú              | Thomas Tumler                |
| 17 marzo 2024    | Saalbach-Hinterglemm   | Austria          | Schneekristall-Zwölfer | SL    | Timon Haugan       | Manuel Feller           | Linus Straßer                |
| 22 marzo 2024    | Saalbach-Hinterglemm   | Austria          | Zwölfer                | SG    | Stefan Rogentin    | Loïc Meillard           | Arnaud Boisset               |
| 24 marzo 2024    | Saalbach-Hinterglemm   | Austria          | Zwölfer                | DH    | annullata          | annullata               | annullata                    |

Legenda:

DH = discesa libera

SG = supergigante

GS = slalom gigante

SL = slalom speciale

### Classifiche

#### Generale

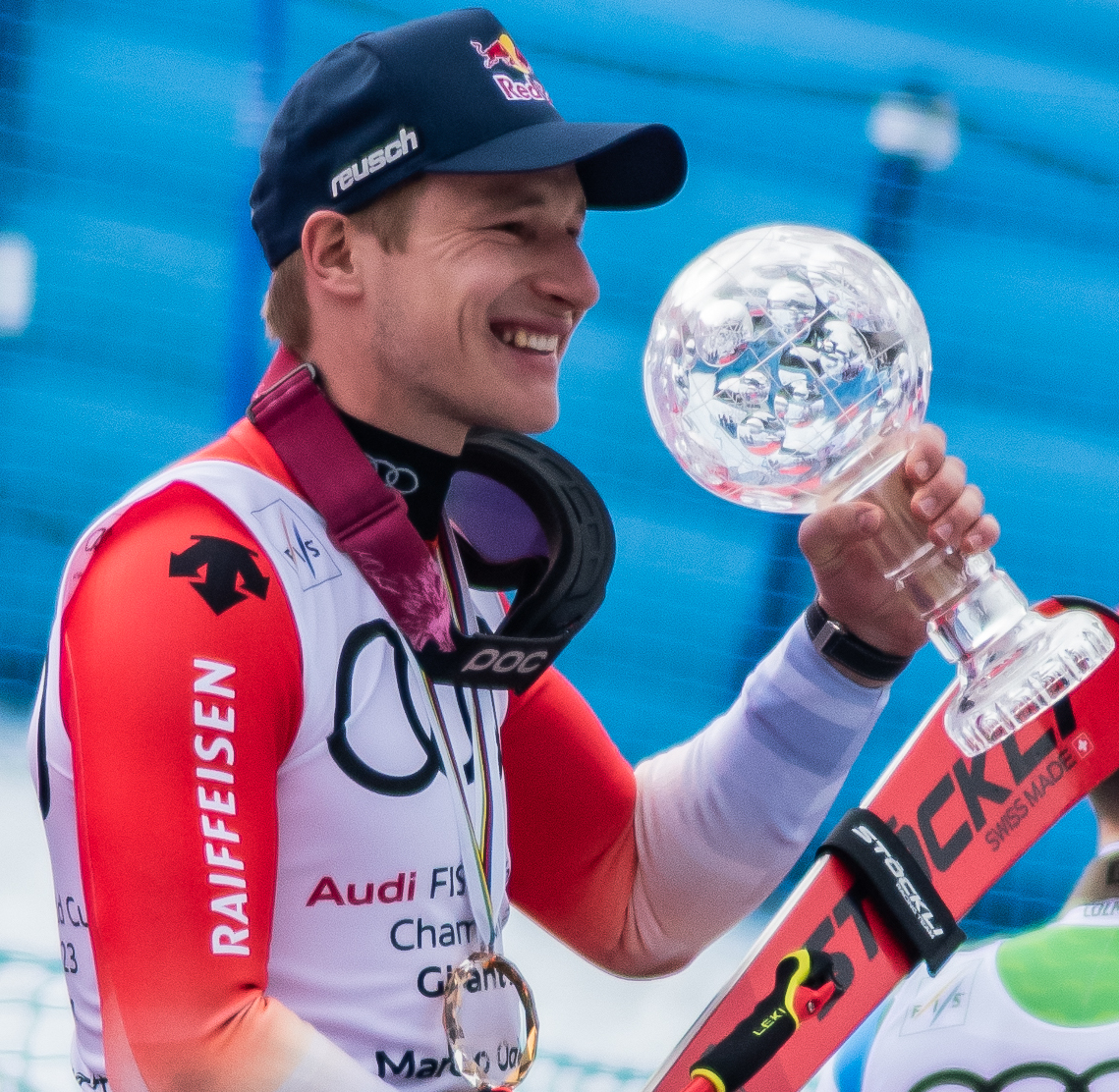
Marco Odermatt nel 2023

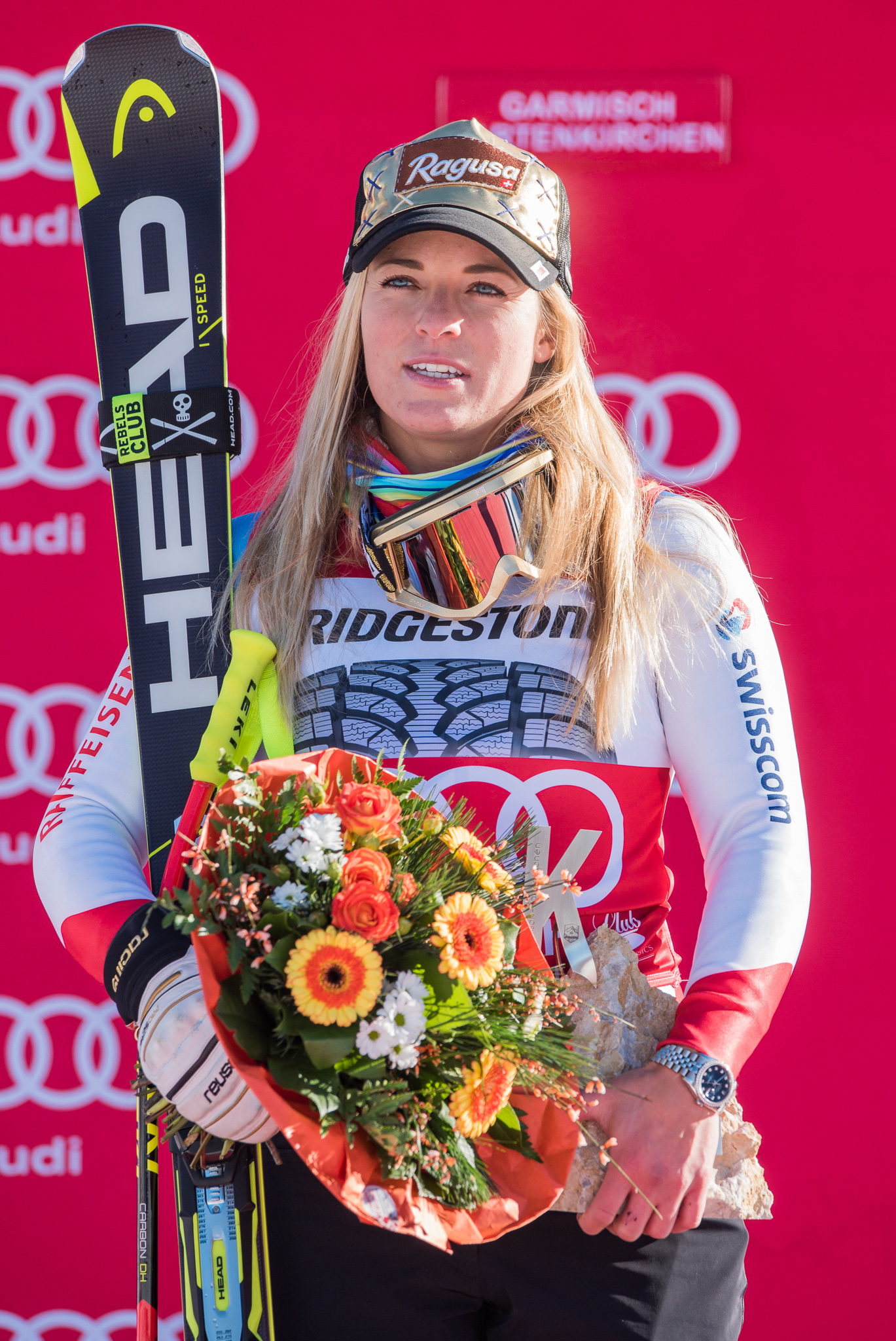
Lara Gut nel 2017

| Pos. | Nome                 | Nazione  | Punti |
| ---- | -------------------- | -------- | ----- |
| 1    | Marco Odermatt       | Svizzera | 1947  |
| 2    | Loïc Meillard        | Svizzera | 1073  |
| 3    | Manuel Feller        | Austria  | 952   |
| 4    | Henrik Kristoffersen | Norvegia | 754   |
| 5    | Cyprien Sarrazin     | Francia  | 734   |
| 6    | Vincent Kriechmayr   | Austria  | 707   |
| 7    | Timon Haugan         | Norvegia | 621   |
| 8    | Dominik Paris        | Italia   | 539   |
| 9    | Linus Straßer        | Germania | 532   |
| 10   | Filip Zubčić         | Croazia  | 466   |

#### Discesa libera
| Pos. | Nome               | Nazione     | Punti |
| ---- | ------------------ | ----------- | ----- |
| 1    | Marco Odermatt     | Svizzera    | 552   |
| 2    | Cyprien Sarrazin   | Francia     | 510   |
| 3    | Dominik Paris      | Italia      | 342   |
| 4    | Vincent Kriechmayr | Austria     | 298   |
| 5    | Bryce Bennett      | Stati Uniti | 257   |

#### Supergigante
| Pos. | Nome               | Nazione  | Punti |
| ---- | ------------------ | -------- | ----- |
| 1    | Marco Odermatt     | Svizzera | 495   |
| 2    | Vincent Kriechmayr | Austria  | 409   |
| 3    | Raphael Haaser     | Austria  | 271   |
| 4    | Stefan Rogentin    | Svizzera | 244   |
| 5    | Guglielmo Bosca    | Italia   | 230   |

#### Slalom gigante
| Pos. | Nome                 | Nazione  | Punti |
| ---- | -------------------- | -------- | ----- |
| 1    | Marco Odermatt       | Svizzera | 900   |
| 2    | Loïc Meillard        | Svizzera | 468   |
| 3    | Filip Zubčić         | Croazia  | 402   |
| 4    | Henrik Kristoffersen | Norvegia | 395   |
| 5    | Žan Kranjec          | Slovenia | 347   |

#### Slalom speciale
| Pos. | Nome          | Nazione  | Punti |
| ---- | ------------- | -------- | ----- |
| 1    | Manuel Feller | Austria  | 715   |
| 2    | Linus Straßer | Germania | 526   |
| 3    | Timon Haugan  | Norvegia | 450   |
| 4    | Loïc Meillard | Svizzera | 409   |
| 5    | Clément Noël  | Francia  | 397   |

## Donne

### Risultati
| Data             | Località               | Nazione          | Pista                  | Spec. | Prima              | Seconda                       | Terza                                       |
| ---------------- | ---------------------- | ---------------- | ---------------------- | ----- | ------------------ | ----------------------------- | ------------------------------------------- |
| 28 ottobre 2023  | Sölden                 | Austria          | Rettenbach             | GS    | Lara Gut-Behrami   | Federica Brignone             | Petra Vlhová                                |
| 11 novembre 2023 | Levi                   | Finlandia        | Levi Black             | SL    | Petra Vlhová       | Lena Dürr                     | Katharina Liensberger                       |
| 12 novembre 2023 | Levi                   | Finlandia        | Levi Black             | SL    | Mikaela Shiffrin   | Leona Popović                 | Lena Dürr                                   |
| 18 novembre 2023 | Zermatt/Cervinia       | Svizzera/ Italia | Gran Becca             | DH    | annullata          | annullata                     | annullata                                   |
| 19 novembre 2023 | Zermatt/Cervinia       | Svizzera/ Italia | Gran Becca             | DH    | annullata          | annullata                     | annullata                                   |
| 25 novembre 2023 | Killington             | Stati Uniti      | Superstar              | GS    | Lara Gut-Behrami   | Alice Robinson                | Mikaela Shiffrin                            |
| 26 novembre 2023 | Killington             | Stati Uniti      | Superstar              | SL    | Mikaela Shiffrin   | Petra Vlhová                  | Wendy Holdener                              |
| 2 dicembre 2023  | Mont-Tremblant         | Canada           | Flying Mile            | GS    | Federica Brignone  | Petra Vlhová                  | Mikaela Shiffrin                            |
| 3 dicembre 2023  | Mont-Tremblant         | Canada           | Flying Mile            | GS    | Federica Brignone  | Lara Gut-Behrami              | Mikaela Shiffrin                            |
| 8 dicembre 2023  | Sankt Moritz           | Svizzera         | Corviglia              | SG    | Sofia Goggia       | Cornelia Hütter               | Lara Gut-Behrami                            |
| 9 dicembre 2023  | Sankt Moritz           | Svizzera         | Corviglia              | DH    | Mikaela Shiffrin   | Sofia Goggia                  | Federica Brignone                           |
| 16 dicembre 2023 | Val-d'Isère            | Francia          | Oreiller-Killy         | DH    | Jasmine Flury      | Joana Hählen                  | Cornelia Hütter                             |
| 17 dicembre 2023 | Val-d'Isère            | Francia          | Oreiller-Killy         | SG    | Federica Brignone  | Kajsa Vickhoff Lie            | Sofia Goggia                                |
| 21 dicembre 2023 | Courchevel             | Francia          | Émile Allais           | SL    | Petra Vlhová       | Mikaela Shiffrin              | Katharina Truppe                            |
| 28 dicembre 2023 | Lienz                  | Austria          | Schlossberg            | GS    | Mikaela Shiffrin   | Federica Brignone             | Sara Hector                                 |
| 29 dicembre 2023 | Lienz                  | Austria          | Schlossberg            | SL    | Mikaela Shiffrin   | Lena Dürr                     | Michelle Gisin                              |
| 6 gennaio 2024   | Kranjska Gora          | Slovenia         | Podkoren               | GS    | Valérie Grenier    | Lara Gut-Behrami              | Federica Brignone                           |
| 7 gennaio 2024   | Kranjska Gora          | Slovenia         | Podkoren               | SL    | Petra Vlhová       | Lena Dürr                     | A J Hurt                                    |
| 12 gennaio 2024  | Altenmarkt-Zauchensee  | Austria          | Kälberloch             | SG    | Cornelia Hütter    | Kajsa Vickhoff Lie            | Lara Gut-Behrami                            |
| 13 gennaio 2024  | Altenmarkt-Zauchensee  | Austria          | Kälberloch             | DH    | Sofia Goggia       | Stephanie Venier              | Nicol Delago Mirjam Puchner                 |
| 14 gennaio 2024  | Altenmarkt-Zauchensee  | Austria          | Kälberloch             | SG    | Lara Gut-Behrami   | Cornelia Hütter               | Mirjam Puchner                              |
| 16 gennaio 2024  | Flachau                | Austria          | Hermann Maier          | SL    | Mikaela Shiffrin   | Petra Vlhová                  | Sara Hector                                 |
| 20 gennaio 2024  | Jasná                  | Slovacchia       | Luková-Priehyba        | GS    | Sara Hector        | Mikaela Shiffrin              | Alice Robinson                              |
| 21 gennaio 2024  | Jasná                  | Slovacchia       | Luková-Priehyba        | SL    | Mikaela Shiffrin   | Zrinka Ljutić                 | Anna Swenn Larsson                          |
| 26 gennaio 2024  | Cortina d'Ampezzo      | Italia           | Olimpia delle Tofane   | DH    | Stephanie Venier   | Lara Gut-Behrami              | Christina Ager Sofia Goggia Valérie Grenier |
| 27 gennaio 2024  | Cortina d'Ampezzo      | Italia           | Olimpia delle Tofane   | DH    | Ragnhild Mowinckel | Jacqueline Wiles              | Sofia Goggia                                |
| 28 gennaio 2024  | Cortina d'Ampezzo      | Italia           | Olimpia delle Tofane   | SG    | Lara Gut-Behrami   | Stephanie Venier              | Romane Miradoli                             |
| 30 gennaio 2024  | Plan de Corones        | Italia           | Erta                   | GS    | Lara Gut-Behrami   | Sara Hector Alice Robinson    |                                             |
| 3 febbraio 2024  | Garmisch-Partenkirchen | Germania         | Kandahar               | DH    | annullata          | annullata                     | annullata                                   |
| 4 febbraio 2024  | Garmisch-Partenkirchen | Germania         | Kandahar               | SG    | annullata          | annullata                     | annullata                                   |
| 10 febbraio 2024 | Soldeu                 | Andorra          | Avet                   | GS    | Lara Gut-Behrami   | Alice Robinson                | A J Hurt                                    |
| 11 febbraio 2024 | Soldeu                 | Andorra          | Avet                   | SL    | Anna Swenn Larsson | Zrinka Ljutić                 | Paula Moltzan                               |
| 16 febbraio 2024 | Crans-Montana          | Svizzera         | Mont Lachaux           | DH    | Lara Gut-Behrami   | Jasmine Flury Cornelia Hütter |                                             |
| 17 febbraio 2024 | Crans-Montana          | Svizzera         | Mont Lachaux           | DH    | Marta Bassino      | Federica Brignone             | Lara Gut-Behrami                            |
| 18 febbraio 2024 | Crans-Montana          | Svizzera         | Mont Lachaux           | SG    | Stephanie Venier   | Federica Brignone             | Marta Bassino                               |
| 25 febbraio 2024 | Val di Fassa           | Italia           | La Volata              | SG    | annullata          | annullata                     | annullata                                   |
| 2 marzo 2024     | Kvitfjell              | Norvegia         | Olympiabakken          | DH    | annullata          | annullata                     | annullata                                   |
| 2 marzo 2024     | Kvitfjell              | Norvegia         | Olympiabakken          | SG    | Lara Gut-Behrami   | Cornelia Hütter               | Mirjam Puchner                              |
| 3 marzo 2024     | Kvitfjell              | Norvegia         | Olympiabakken          | SG    | Federica Brignone  | Lara Gut-Behrami              | Ester Ledecká                               |
| 9 marzo 2024     | Åre                    | Svezia           | Störtloppsbacken       | GS    | Federica Brignone  | Sara Hector                   | Lara Gut-Behrami                            |
| 10 marzo 2024    | Åre                    | Svezia           | Störtloppsbacken       | SL    | Mikaela Shiffrin   | Zrinka Ljutić                 | Michelle Gisin                              |
| 16 marzo 2024    | Saalbach-Hinterglemm   | Austria          | Schneekristall-Zwölfer | SL    | Mikaela Shiffrin   | Mina Fürst Holtmann           | Anna Swenn Larsson                          |
| 17 marzo 2024    | Saalbach-Hinterglemm   | Austria          | Schneekristall-Zwölfer | GS    | Federica Brignone  | Alice Robinson                | Thea Louise Stjernesund                     |
| 22 marzo 2024    | Saalbach-Hinterglemm   | Austria          | Schneekristall-Zwölfer | SG    | Ester Ledecká      | Federica Brignone             | Kajsa Vickhoff Lie                          |
| 23 marzo 2024    | Saalbach-Hinterglemm   | Austria          | Schneekristall-Zwölfer | DH    | Cornelia Hütter    | Ilka Štuhec                   | Nicol Delago                                |

Legenda:

DH = discesa libera

SG = supergigante

GS = slalom gigante

SL = slalom speciale

### Classifiche

#### Generale
| Pos. | Nome              | Nazione     | Punti |
| ---- | ----------------- | ----------- | ----- |
| 1    | Lara Gut-Behrami  | Svizzera    | 1716  |
| 2    | Federica Brignone | Italia      | 1581  |
| 3    | Mikaela Shiffrin  | Stati Uniti | 1409  |
| 4    | Sara Hector       | Svezia      | 922   |
| 5    | Cornelia Hütter   | Austria     | 913   |
| 6    | Petra Vlhová      | Slovacchia  | 802   |
| 7    | Sofia Goggia      | Italia      | 792   |
| 8    | Michelle Gisin    | Svizzera    | 785   |
| 9    | Marta Bassino     | Italia      | 739   |
| 10   | Stephanie Venier  | Austria     | 726   |

#### Discesa libera
| Pos. | Nome              | Nazione  | Punti |
| ---- | ----------------- | -------- | ----- |
| 1    | Cornelia Hütter   | Austria  | 397   |
| 2    | Lara Gut-Behrami  | Svizzera | 369   |
| 3    | Sofia Goggia      | Italia   | 350   |
| 4    | Stephanie Venier  | Austria  | 346   |
| 5    | Federica Brignone | Italia   | 281   |

#### Supergigante
| Pos. | Nome               | Nazione  | Punti |
| ---- | ------------------ | -------- | ----- |
| 1    | Lara Gut-Behrami   | Svizzera | 576   |
| 2    | Federica Brignone  | Italia   | 546   |
| 3    | Cornelia Hütter    | Austria  | 516   |
| 4    | Stephanie Venier   | Austria  | 380   |
| 5    | Kajsa Vickhoff Lie | Norvegia | 337   |

#### Slalom gigante
| Pos. | Nome              | Nazione       | Punti |
| ---- | ----------------- | ------------- | ----- |
| 1    | Lara Gut-Behrami  | Svizzera      | 771   |
| 2    | Federica Brignone | Italia        | 750   |
| 3    | Sara Hector       | Svezia        | 583   |
| 4    | Alice Robinson    | Nuova Zelanda | 492   |
| 5    | Mikaela Shiffrin  | Stati Uniti   | 429   |

#### Slalom speciale
| Pos. | Nome               | Nazione     | Punti |
| ---- | ------------------ | ----------- | ----- |
| 1    | Mikaela Shiffrin   | Stati Uniti | 830   |
| 2    | Lena Dürr          | Germania    | 508   |
| 3    | Petra Vlhová       | Slovacchia  | 505   |
| 4    | Michelle Gisin     | Svizzera    | 418   |
| 5    | Anna Swenn Larsson | Svezia      | 395   |

## Coppa delle Nazioni

### Classifiche
Le classifiche della Coppa delle Nazioni vengono stilate sommando i punti ottenuti da ogni atleta in ogni gara individuale.

#### Generale
| Pos. | Nazione     | Punti |
| ---- | ----------- | ----- |
| 1    | Svizzera    | 10882 |
| 2    | Austria     | 9287  |
| 3    | Italia      | 6817  |
| 4    | Norvegia    | 5190  |
| 5    | Stati Uniti | 3998  |

#### Uomini
| Pos. | Nazione  | Punti |
| ---- | -------- | ----- |
| 1    | Svizzera | 6238  |
| 2    | Austria  | 4310  |
| 3    | Norvegia | 3065  |
| 4    | Francia  | 2745  |
| 5    | Italia   | 2464  |

#### Donne
| Pos. | Nazione     | Punti |
| ---- | ----------- | ----- |
| 1    | Austria     | 4977  |
| 2    | Svizzera    | 4644  |
| 3    | Italia      | 4353  |
| 4    | Stati Uniti | 2676  |
| 5    | Norvegia    | 2125  |